# Pieni-Panka
Pieni-Panka är en sjö i kommunen Pielavesi i landskapet Norra Savolax i Finland. Sjön ligger 121,4 meter över havet. Den är 9,2 meter djup. Arean är 74 hektar och strandlinjen är 5 kilometer lång. Sjön  ingår i Kymmene älvs huvudavrinningsområde.   Den ligger omkring 50 kilometer nordväst om Kuopio och omkring 350 kilometer norr om Helsingfors. 